# شيلا وليامز
شيلا وليامز (بالإنجليزية: Sheila Williams)‏ هي محرِّرة أمريكية، ولدت في 1956 في سبرينغفيلد في الولايات المتحدة.